# Operacja Harel
Operacja Harel (hebr. מבצע הראל, Miwca Harel) – żydowska operacja wojskowa przeprowadzona podczas wojny domowej w Mandacie Palestyny w dniach 16-20 kwietnia 1948 roku przez organizację paramilitarną Hagana. Jej celem było przełamanie arabskiego oblężenia Jerozolimy i dostarczenie zaopatrzenia dla izolowanej społeczności żydowskiej miasta. Była to kontynuacja wcześniejszej operacji Nachszon. Operacja zakończyła się sukcesem.

## Tło wydarzeń
Przyjęta 29 listopada 1947 roku Rezolucja Zgromadzenia Ogólnego ONZ nr 181 zakładała, że na terenie byłego Mandatu Palestyny miały powstać dwa państwa (żydowskie i arabskie) oraz mała międzynarodowa strefa obejmująca Jerozolimę i Betlejem. Strefa międzynarodowa miała pozostawać poza granicami obu państw i być zarządzana przez Narody Zjednoczone, które stawały się gwarantem bezpieczeństwa wszystkich świętych miejsc chrześcijaństwa, islamu i judaizmu w obu miastach. Społeczność żydowska zaakceptowała plan podziału Palestyny, jednak Arabowie odrzucili go i dzień później doprowadzili do wybuchu wojny domowej w Mandacie Palestyny. Od samego początku wojny siły arabskie wprowadziły blokadę drogi łączącej Jerozolimę z równiną nadmorską. W odpowiedzi, żydowska organizacja paramilitarna Hagana rozpoczęła organizować konwoje do Jerozolimy. Ich ochronę powierzono elitarnym kompaniom szturmowym Palmach. Widząc niepowodzenie dotychczasowych wysiłków, dowództwo Hagany wdrożyło w życie w marcu 1948 roku Plan Dalet. operacja Nachszon (5-12 kwietnia 1948 r.) była pierwszą realizowaną w myśl nowego planu operacyjnego. Zakończyła się ona częściowym powodzeniem strony żydowskiej. Po początkowym sukcesie i dotarciu jednego konwoju z zaopatrzeniem do Jerozolimy, siły żydowskie nie potrafiły wykorzystać zdobytej przewagi i rozstrzygnąć o dalszych losach bitwy o Jerozolimę. Zamiast tego, ściśle realizując wytyczne Planu Dalet, jednostki uderzeniowe Palmach wycofywały się, dając możliwość Arabom przegrupowanie się i ponowne zajęcie utraconych pozycji. Po śmierci Abd al-Kadir al-Husajniego nowym dowódcą Armii Świętej Wojny został Hasan Salama. Zmienił on taktykę działania swoich oddziałów - zrezygnował z organizowania licznych małych zasadzek na całej trasie drogi prowadzącej do Jerozolimy, na rzecz wzniesienia jednej dużej blokady w Sza’ar ha-Gaj. W rezultacie, nastąpiło ponowne zablokowanie drogi prowadzącej do Jerozolimy.
Dowództwo Hagany ponownie stanęło przed tym samym problemem. Jerozolima była oblężona i odcięta, a do miasta należało pilnie dostarczyć zaopatrzenie. Z tego powodu pośpiesznie przygotowano operację Harel. Na jej potrzeby z trzech elitarnych batalionów Palmach 16 kwietnia 1948 roku sformowano Brygadę „Harel”. Przejęła ona odpowiedzialność za utrzymanie korytarza drogowego do Jerozolimy, aby konwoje mogły bezpiecznie docierać z zaopatrzeniem do miasta. Dowództwo nad operacją objął Icchak Rabin.

## Przebieg operacji
Operacja rozpoczęła się w nocy z 16 na 17 kwietnia 1948 roku. Z Tel Awiwu wyruszył duży konwój składający się ze 130 ciężarówek. Przewoziły one 410 ton żywności. W moszawie Kefar Bilu, rankiem załadowano 60 ton mleka w proszku, a następnie w kibucu Chulda dodatkowych 80 ton mąki. Przed konwojem na drogę wyruszyły siły uderzeniowe Palmach, które utorowały drogę w Sza’ar ha-Gaj, oraz zajęły wieś arabską Saris. Konwój prawie bez większych przeszkód dotarł bezpiecznie do Jerozolimy.
W następnych dniach wysłano kolejne dwa konwoje. Razem do Jerozolimy dotarło 450 samochodów ciężarowych z około 1800 tonami zaopatrzenia. Mniej więcej w tym samym czasie, dowódca żydowskiej obrony Jerozolimy, Dawid Sze’alti’el przekazał do dowództwa Hagany pilną wiadomość, że w mieście pojawiły się plotki mówiące o tym, że Brytyjczycy zamierzają przed ewakuacją swoich wojsk z miasta (była zaplanowana na 15 maja 1948 r.) przekazać Arabom większość strategicznych punktów. Umożliwiłoby to Arabom przejęcie inicjatywy i po wkroczeniu regularnych sił jordańskiego Legionu Arabskiego rozstrzygnąć o dalszych losach bitwy o Jerozolimę. Dawid Sze’alti’el zwrócił się do Jigaela Jadina, Dawida Ben Guriona i Israela Galili o podjęcie decyzji o rozpoczęciu działań ofensywnych w Jerozolimie. Wskazywał przy tym pilną potrzebę wzmocnienia sił wojskowych w mieście, gdyż w dowodzonej przez niego Brygadzie „Ecjoni” istnieją poważne problemy z zaopatrzeniem i dyscypliną. Sze’alti’el napisał, że w obecnej sytuacji zdoła utrzymać Jerozolimę najwyżej do 15 maja 1948 roku. Z tego powodu, w końcowej fazie operacji Harel do Jerozolimy przerzucono uderzeniową Brygadę „Harel”. Ten ostatni konwój został już zaatakowany, i do miasta dotarła tylko część wysłanych pojazdów (pozostałe zawróciły). Droga została ponownie przerwana, a około 200 samochodów było uwięzionych w oblężonym mieście. Pomimo to operację można było uznać za duży sukces strony żydowskiej.
Lista arabskich wiosek zajętych podczas operacji Harel:
| Nazwa | Liczba mieszkańców (1948 r.) | Data zajęcia     | Obrońcy | Siły żydowskie                        | Opis                                                                                  |
| ----- | ---------------------------- | ---------------- | ------- | ------------------------------------- | ------------------------------------------------------------------------------------- |
| Saris | 650                          | 16 kwietnia 1948 | Palmach | ochotnicy i Arabska Armia Wyzwoleńcza | wieś była już wcześniej opuszczona przez mieszkańców. Żydzi wysadzili wszystkie domy. |

## Reakcje i następstwa
Operacja Nachszon i Harel zabezpieczyły na pewien czas Jerozolimę w potrzebne towary. W sposób zasadniczy wzmocniono także obronę miasta - elitarna brygada uderzeniowa Palmach stanowiła bardzo dużą siłę. Dowódca Brygady „Harel”, Icchak Rabin uważał, że nie wykorzystano pierwszego sukcesu taktycznego operacji Harel i zalecał przejecie pełnej kontroli nad całym okolicznym terenem położonym wzdłuż strategicznej drogi do Jerozolimy. Wskazywał przy tym, że jedynym sposobem zapewnienia bezpiecznego przejazdu konwojów, jest zajęcie i wysiedlenie wszystkich arabskich wiosek położonych wokół drogi. Dowództwo Hagany znajdowało się jednak pod bardzo silnym naciskiem politycznym Dawida Ben Guriona, który uległ argumentacji Dawida Sze’alti’ela i całą sprawę spostrzegał w odmienny sposób. W rezultacie rozpoczęto przygotowania do operacji Jewusi w obrębie Jerozolimy. Sytuacja ta obróciła się w kolejnych tygodniach i miesiącach przeciwko Żydom, gdyż strona arabska umocniła swoje pozycje i żydowskie brygady musiały toczyć ciężkie walki o otworzenie drogi do Jerozolimy.